# Mănăstirea Bogdănești
Mănăstirea Bogdănești este o mănăstire ortodoxă amplasată în satul Bogdănești (din județul Suceava), la o distanță de circa 5 kilometri de orașul Fălticeni. 
Aici a fost construită o biserică, în jurul anului 1363, de către voievodul Bogdan I al Moldovei (1359-1365). Distrusă din temelii de tătari, obștea monahală a fost strămutată în anul 1542 la nou-înființata Mănăstirea Râșca, construită în vecinătate. Din anul 1994 s-a început reconstrucția Mănăstirii pe un nou amplasament. Astăzi aici ființează un cămin pentru bătrânii fără posibilități materiale.
Decorul în care se află mănăstirea este creat de valea râului Moldova și de pădurea care se întinde la nord de mănăstire. 

## Istoric

### Fondarea mănăstirii
Satul Bogdănești este o așezare de vechi răzeși, aflată în apropierea primei capitale, Baia. În această localitate, în jurul anului 1363, voievodul Bogdan I al Moldovei (1359-1365), împreună cu doamna Maria, a zidit o mănăstire denumită Schitul Bogdănești (sau Bogoslovul), pentru a servi drept biserică domnească și loc de rugăciune. 
În lucrarea "Istoria Sfintei Mănăstiri Râșca" (1901), arhimandritul Narcis Crețulescu precizează următoarele lucruri în legătură cu întemeierea ei: "Pe la anii 1343 - 1365, un Bogdan-Vodă, poate cel dintâi cu acest nume, se întoarce din bejenie de la Maramureș, înconjurat de moldoveni și cler, se stabilește în târgul Baia, se face proprietar pe moșia cu satul Bogdănești și în memoria descălecării lui clădește biserica Mănăstirii Bogdănești, pe numele lui, biserica cu hramul Sfântul Neculai". 
Fiind construită din lemn, biserica a rezistat curgerii timpului și atacatorilor timp de 150 ani, până în anul 1510, când a fost distrusă din temelii de tătari. Între anii 1511 și 1512, câțiva călugări vrednici au vrut să o refacă tot pe vechiul amplasament, cu sprijinul domnitorului Bogdan al III-lea (cel Orb), fiul lui Ștefan cel Mare. După cum afirmă Narcis Crețulescu în lucrarea sa, "Bogdan o înzestrează cu obiecte de gospodărie, cu moșia Bogdănești, înconjurătoare mănăstirii... îi dă zestre alte pământuri domnești, luate din trupul pământurilor mănăstirii Neamț". 
Încercarea de reconstruire a mănăstirii nu reușește, astfel că în anul 1542 domnitorul Petru Rareș a strămutat vechiul așezământ monahal mai la deal, întemeind Mănăstirea Râșca. Unele documente istorice mai amintesc în secolul al XVII-lea câteva încercări de revigorare a vieții monahale pe locul ctitoriei voievodului Bogdan, dar acestea sunt de scurtă durată. Astfel, documentele menționează între anii 1528–1574 un schit de călugări, iar între 1620–1740 sau 1630–1745 este menționat un schit de maici și acesta cu multe întreruperi. 
În Patericul Românesc din anul 1998, este menționat numele unui monah de la Mănăstirea Bogdănești, numit cuviosul Iov Sihastrul, care a viețuit la mănăstire timp de câțiva ani la sfârșitul secolului al XIV-lea, după care s-a retras în pustiu în pădurile seculare de sub Culmea Pleșului, unde a sihăstrit în aspră nevoință peste 40 de ani. Acest mare ascet era considerat că avea darul Sfântului Duh și era făcător de minuni, izgonind duhurile rele din oameni și prevestind cele viitoare. Ca urmare, în jurul său s-a adunat peste 15 călugări, cu care a întemeiat în pădure o mică sihăstrie, cunoscută multă vreme sub numele de Sihăstria lui Iov, iar mai târziu Poiana Iova. 

### Rectitorirea

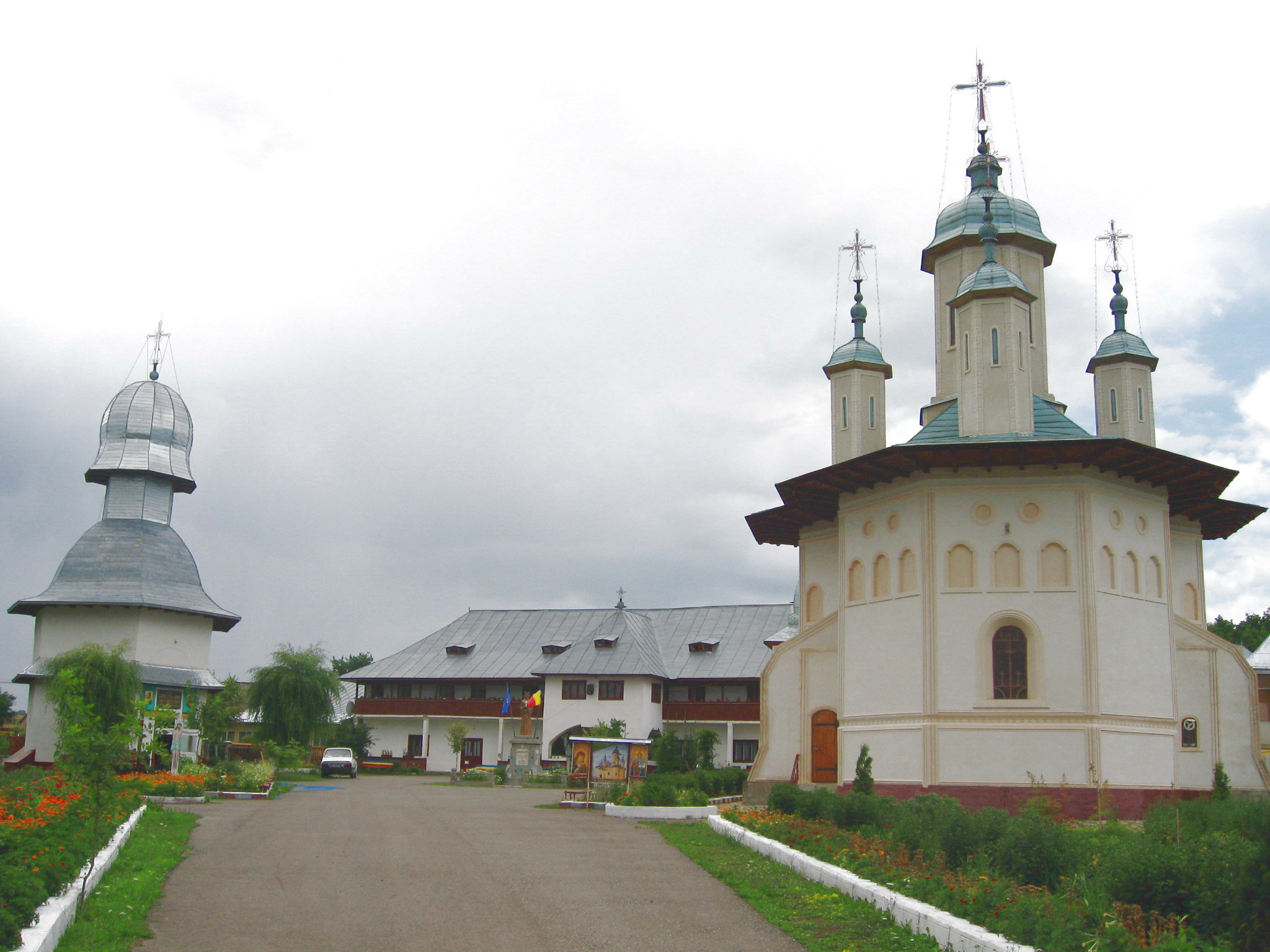
Aghiasmatarul, căminul de bătrâni, statuia lui Bogdan Vodă şi biserica.

În anul 1993, credincioșii din Bogdănești au marcat locul vechiului lăcaș de rugăciune printr-o troiță. La 20 iulie 1994, din inițiativa preotului Gheorghe Loghinoaia , s-a pus piatra de temelie la rezidirea Mănăstirii Bogdănești, în prezența PS Gherasim Putneanul, episcop-vicar al Arhiepiscopiei Sucevei și Rădăuților și fiu al satului. Începând din anul 1994, s-a început rezidirea Mănăstirii Bogdănești pe un nou amplasament. 
Elementele componente ale ansamblului mănăstiresc sunt următoarele: 
- Biserica propriu - zisă;
- Aghiazmatarul;
- Așezământul creștin filantropic "Acoperământul Maicii Domnului";
- Clopotnița și Clădirile anexe;
- Monumentul închinat primului ctitor, Bogdan Voievodul.

Biserica a fost construită din piatră, dorindu-se ca aceasta să fie un altar închinat voievodului descălecat din Maramureș. În interiorul bisericii, s-a amplasat mobilier sculptat de către meșteri din stejarul pădurilor bucovinene. În interval de 10 ani de la punerea pietrei de temelie, s-au înălțat biserica (care a fost pictată în tehnica frescă), turnul-clopotniță, chilii, o fântână adâncă de 20 de metri, monumentul închinat primului ctitor, Bogdan Voievodul, totul împrejmuit cu zid temeinic, de piatră.  
Deasupra intrării în biserică se află o placă de marmură cu următoarea inscripție: "Biserica actuală și clădirile dimprejur s-au construit numai în scop filantropic, din jertfa și contribuția credincioșilor din com. Bogdănești, din localități învecinate și din alte părți. Primul slujitor și ctitor al Mănăstirii Bogdănești a fost Preotul Gheorghe Loghinoaia și prezbitera Aurica ajutat de Nistor Ion și mulți binevoitori creștini."
La 7 mai 2006 a avut loc slujba de sfințire a bisericii, care a fost celebrată de către un sobor de arhierei și preoți, în frunte cu arhiepiscopul Pimen Zainea al Sucevei și Rădăuților. La această ceremonie au luat parte peste 5.000 de credincioși din comună și din localitățile învecinate.
În curtea bisericii se află statuia voievodului Bogdan I al Moldovei, executată de către arh. ing. Cătălin Batâr. Statuia a fost sfințită în anul 2001 de către arhiepiscopul Pimen.
Hramul Mănăstirii Bogdănești este sărbătoarea Sf. Prooroc Ilie Tesviteanul, prăznuit aici în prima duminică după 20 iulie. De asemenea, o altă importantă zi de pelerinaj este și sărbătoarea Nașterii Maicii Domnului (8 septembrie), al doilea hram al bisericii. An de an, de hramul mănăstirii, arhiepiscopul Pimen Zainea al Sucevei și Rădăuților vine la mănăstire și celebrează slujba arhierească.

## Așezământ filantropic
În jurul bisericii, a fost înființat în anul 1995 Așezământul creștin filantropic "Acoperământul Maicii Domnului", prin efortul creștinilor ortodocși și a preotului Gheorghe Loghinoaia. Aici și-au găsit adăpost și hrană 70 de bătrâni fără posibilități materiale de întreținere.  
În perioada 2006-2010, a fost construită o nouă clădire a căminului de bătrâni, care oferă condiții mult mai bune de trai. Noul așezământ a fost sfințit la 25 iulie 2010 de arhiepiscopul Pimen Zainea, în fruntea unui sobor de preoți din împrejurimi.

## Imagini

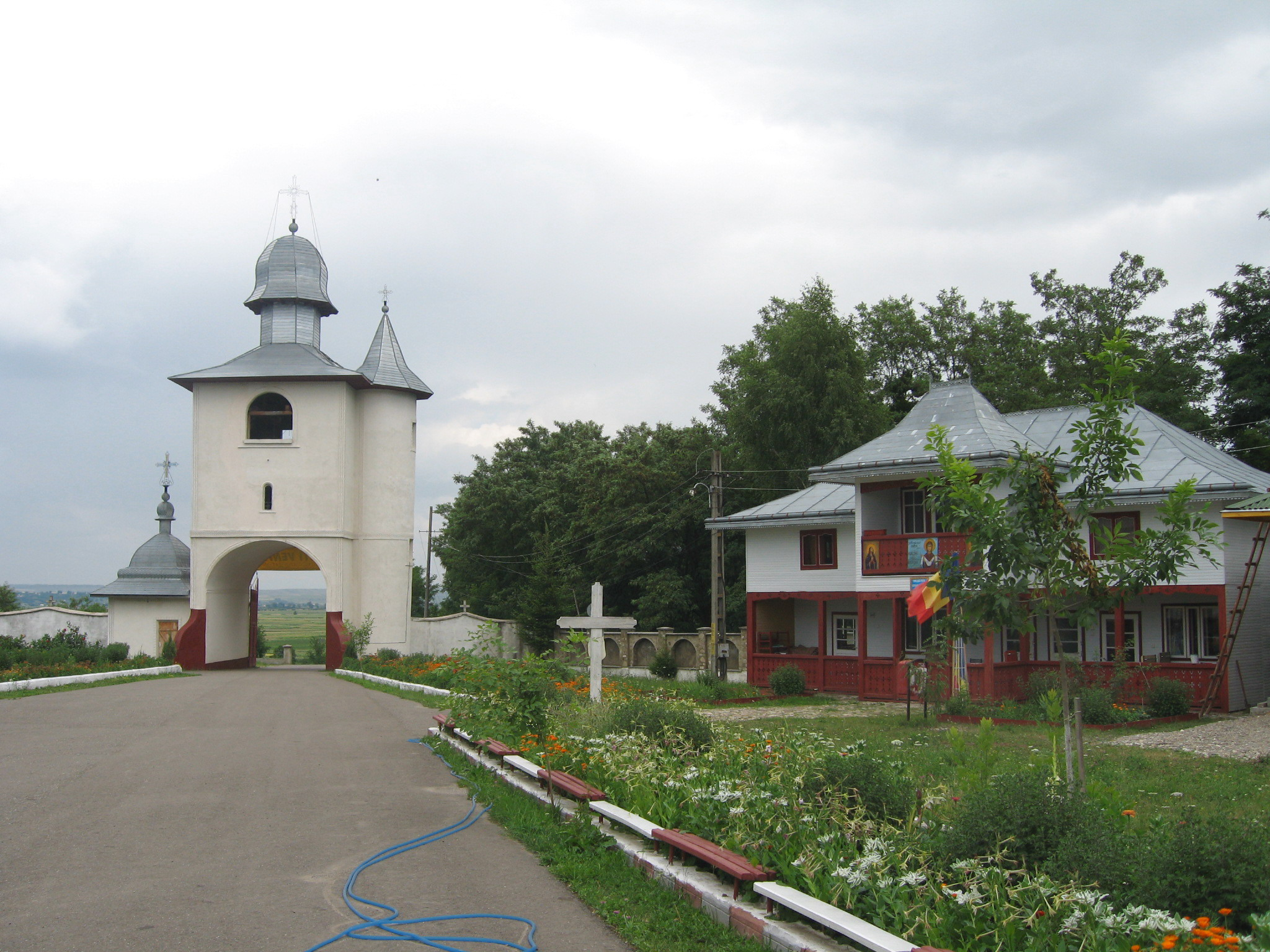
Turnul-clopotniţă privit din curtea mănăstirii
Statuia voievodului Bogdan I
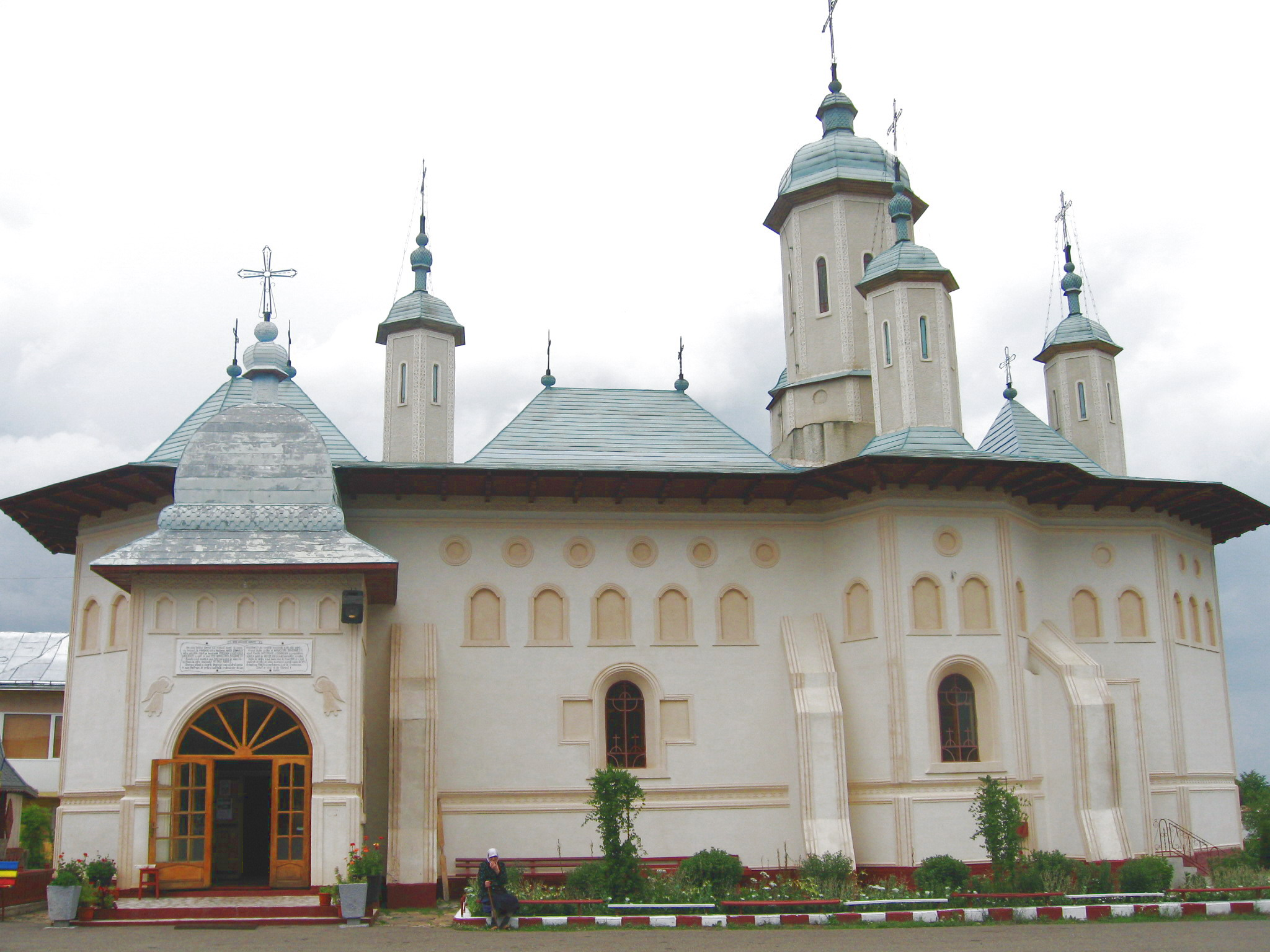
Biserica privită din faţă
Tabloul votiv din biserică